# إم. س. ديفيز
إم. س. ديفيز (بالإنجليزية: M. C. Davies)‏ هو شخصية أعمال أسترالي، ولد في 24 سبتمبر 1835، وتوفي في 10 مايو 1913 في برث في أستراليا.